# The Legend of Zelda: Spirit Tracks
The Legend of Zelda: Spirit Tracks er det femtende spil i The Legend of Zelda-serien, og er det andet og sidste Zelda-spil til Nintendo DS.

## Plot
Spillet starter hos Links læremester, Niko. Man finder ud af, at Link skal gradueres til en ingeniør, – nærmere en togfører. For at han kan blive gradueret, skal han igennem en speciel ceremoni på Hyrule slot, som prinsessen Zelda står for. Link går igennem ceremonien, hvor han får sit certifikat, som indikerer, at han er blevet en rigtig ingeniør. Link møder kansleren Cole til denne ceremoni, som ikke er glad for denne slags traditioner, og det virker til, at han har onde planer. Efter ceremonien beder Zelda Link om en tjeneste. Hun forklarer at "The Spirit Tracks" forsvinder, og hun vil derfor tage til "The Tower of Spirits" for at finde ud, hvad der foregår. På vej hen mod "The Tower of Spirits" forsvinder togsporerne under Links tog, og kansleren Cole og den mystiske Byrne dukker op. Det viser sig, at Cole er en dæmon, som bare havde ladet som om, at han var et menneske for at få fat i Zeldas legeme. Han adskiller derfor Zeldas ånd og hendes krop fra hinanden.
Link vågner op på Hyrule Castle, hvor han træffer Zeldas ånd, som tilsyneladende kun han kan se. De begiver sig derefter ud på en lang rejse, for at gendanne "The Spirit Tracks" og få Zeldas krop tilbage.